# Geurt Henk van Kooten
Geurt Henk van Kooten (Delft, 8 november 1969), in het Engelse taalgebied bekend als George van Kooten, is een Nederlandse theoloog. Sinds 2018 is hij de Lady Margaret's Professor of Divinity aan de Universiteit van Cambridge.
Van Kooten werd geboren in een hervormd predikantsgezin in Delft.  Hij studeerde theologie aan de Universiteit van Durham  , met het Nieuwe Testament als afstudeerrichting. In 1996 ronde hij een studie judaïstiek af aan de Universiteit van Oxford. In 2001 promoveerde hij aan de Universiteit Leiden. 
Vanaf 2002 was Van Kooten universitair docent aan de Rijksuniversiteit Groningen. In 2006 werd hij aan dezelfde instelling benoemd tot hoogleraar Nieuwe Testament en vroege christendom. In 2018 volgde zijn benoeming tot de Lady Margaret's Professor of Divinity aan de Universiteit van Cambridge. Hij is na Erasmus de tweede Nederlandse theoloog die deze prestigieuze leerstoel bekleedt.
In 2008 werd Van Kooten bevestigd tot predikant in de Protestantse Kerk in Nederland.
Hij is een broer van theoloog Reinier van Kooten. 
- Bibsys: 8082204
- Bibliothèque nationale de France: cb150531226 (data)
- Gemeinsame Normdatei: 128443669
- International Standard Name Identifier: 0000 0000 8188 1807
- Library of Congress Control Number: no2002025259
- NARCIS: PRS1305682
- Nationale Bibliotheek van Tsjechië: uk2005305158
- Nationale Bibliotheek van Israël: 987007308269305171
- Nederlandse Thesaurus van Auteursnamen: 213200708
- LIBRIS: 137691
- Système universitaire de documentation: 080636810
- Trove: 1507516
- Virtual International Authority File: 119185960
- WorldCat: E39PBJwmYRRKtJ3xpkXJWtTWDq